# Kulturnopovijesna cjelina Sveta Nedelja
Kulturno-povijesna cjelina Sveta Nedelja je kompleks zgrada u mjestu i gradu Sveta Nedelja, zaštićeno kulturno dobro.

## Opis dobra
Sveta Nedelja je smještena na istočnim obroncima Samoborskog gorja, južno od prometnice Zagreb - Samobor. Naselje se prvi put spominje u popisu župa iz 1501. godine, a tipološki pripada longitudinalnom obliku naselja. Najstarija građevna struktura iz 18. stoljeća očuvana je u središnjem dijelu, a čine ju župna crkva, stari župni dvor (gostinjac) i kapela sv. Roka. Građevnom fondu 19. st. pripada djelomično očuvana drvena povijesna izgradnja u Nazorovoj ulici, zgrada nekadašnje mitnice te kurija župnoga dvora. Urbanistička slika naselja u 20. st. definirana je izgradnjom građevina javne namjene: zgrade škole, ambulante i općinske zgrade na novoformiranom Trgu Ante Starčevića. Dominantnu vizuru naselja sa sjeverne prometnice Zagreb - Samobor čini kompozicija vertikale crkvenoga tornja s horizontalnim obrisima stambene strukture ispod kojih se pruža padina s livadama. Ta slikovita i visokovrijedna kompozicija prepoznaje se kao karakteristična i visoko valorizirana panoramska slika Svete Nedelje.

## Zaštita
Pod oznakom Z-6402 zavedena je kao nepokretno kulturno dobro - pojedinačno, pravna statusa zaštićena kulturnog dobra, klasificirano kao "sakralna graditeljska baština".